# 棄嬰保護艙

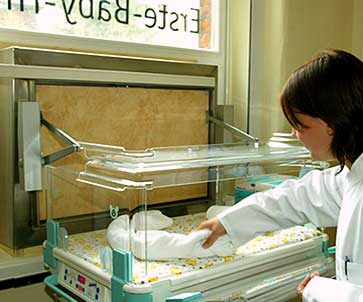
德國的棄嬰保護艙

棄嬰保護艙（baby hatch）是一種容器或場所，讓因為某些理由而無法繼續養育嬰兒（通常是新生兒）的家長，能匿名的將嬰兒放置於其中，之後會有特定人士前來收取並照顧。這樣的設施在中世紀和十八至十九世紀間相當常見，當時稱為「棄嬰輪盤」（foundling wheel）。棄嬰輪盤在1880年代晚期漸漸消失，直到近代以「棄嬰保護艙」的新形態在1996年首次出現，2000年起許多國家皆設有棄嬰保護艙，其中在德國目前約設置有80個棄嬰保護艙。
在以使用德語為主的國家中，棄嬰保護艙被稱為 Babyklappe，是英語的 Baby（嬰兒）加上德語的 klappe（有艙、會發出聲音的門蓋之意）的組合單字，或稱作 Babyfenster（嬰兒窗口）；在義大利語中則是 Culle per la vita（生命的搖籃）。在日本被稱為，為嬰兒郵箱之意。
保護艙通常設置於醫院或社會服務中心，外表是一扇小門，打開之後其中會有一張柔軟的床，可能會有暖氣裝置或至少不會太過寒冷。在床上裝有偵測感應器，當嬰兒被放入時，能自動通知負責管理的特定人士，以便即時前來取走並照顧嬰兒。在德國，將嬰兒放置於保護艙的家長可以在八週內反悔，並前來取回自己的孩子，而不須負擔任何法律責任。八週後被棄置的嬰兒將會開放領養。

## 歷史

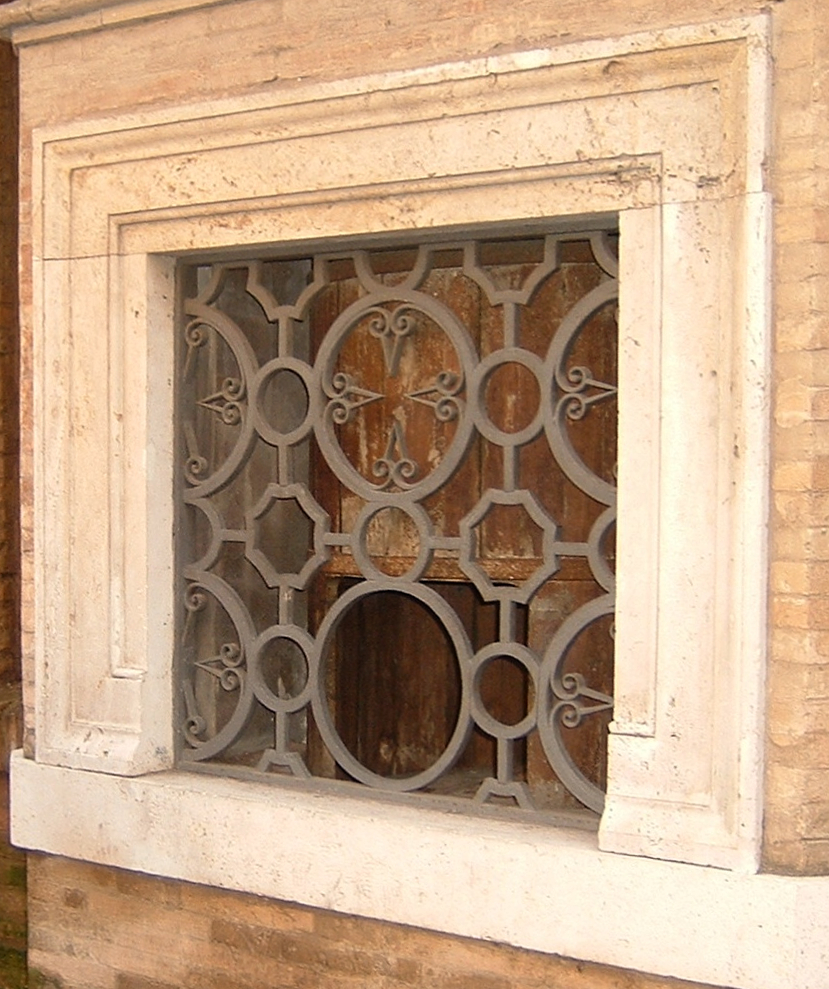
在羅馬教廷內的棄嬰輪盤

數個世紀以來，棄嬰保護艙一直以各種形式存在。這套系統在中世紀時非常普遍。最早在1198年，第一個棄嬰輪盤（ruota dei trovatelli）在義大利設立，在教宗諾森三世指示下裝設，教宗認為這樣將能夠讓母親以隱密的方式放棄自己的嬰兒，而不是用殺害嬰兒的方式。棄嬰輪盤是一個圓柱形狀的裝置，設在建築物的外牆，與旋轉門類似。母親將嬰兒放入圓柱內，將圓柱旋轉之後就能將嬰兒送入教堂內，接著再以旁邊的鈴鐺通知教堂內的人。今天在教廷內的 Santo Spirito 醫院仍然可以看到這種裝置，這個棄嬰輪盤是在中世紀設置，並一直被使用直到十九世紀。
在德國漢堡市，一名德國商人於1709年在一間孤兒院內設置了棄嬰輪盤（Drehladen）。但在五年後（1714年）便關閉不再使用，因為棄嬰的數量實在太多，已經超出孤兒院的財務負擔範圍。其他早期著名的棄嬰輪盤設置在卡塞爾（1764年）和美因茨（1811年）

## 法律觀點
棄嬰保護艙也帶來一些法律上的爭議，許多人認為孩子有權力知道自己的身分為何，聯合國的兒童權力公約第八條也也肯定了這點。此外，棄嬰保護艙可能也會讓父親失去知道自己孩子狀況的權力。
奥地利法律將在保護艙內發現的嬰兒定義為「棄嬰」（foundlings）。當地的兒童和青少年社會服務機構會照顧棄嬰六個月，之後便會送交相關單位準備讓其他家庭領養。而女性則沒有匿名生產的權力。
捷克社會事務部門在2006年證實棄嬰保護艙符合該國法律規範。但是一位警察克隆奈爾·安納·皮斯科瓦（Colonel Anna Piskova）卻表示警方將會設法找出拋棄嬰兒的母親。對此捷克棄嬰保護艙機構的主導人路德維克·海斯（Ludvik Hess）提出抗議，並受到國際性組織「拯救孩童」（Save the Children）的正式支持。
在法國，維希政府於1941年9月2日通過了一項關於生育保護的法案，允許女性匿名生產。這項法律在幾經修正後，成為現今法國的匿名生產權（accouchement sous X），並在「法國社會活動和家庭法」（French Social Action and Families Code, Art.22-6）中規範。

## 國際現況
- 奧地利 - 至2005年為止，共有六個城鎮設有棄嬰保護艙。
- 比利時 - Moeder voor Moeder（母親之母）於2000年時在安特衛普的博赫尔豪特地區設置了第一個棄嬰保護艙，稱作 babyschuif，或是 Moeder Mozes Mandje（母親的摩西搖籃）。設置後三年內沒有任何棄嬰被放置在該保護艙內。
- 捷克 - 在2005年於布拉格設置了第一個棄嬰保護艙，截至2006年3月，共有三名棄嬰被放置其中。
- 德國－2000年起開始設置，2005年時全國共有超過80個的棄嬰保護艙[2]。
- 匈牙利 - 從1996年首次設置以來，目前約有12個棄嬰保護艙，大多是位在醫院。
- 印度 - 在泰米爾納德邦，1994年設置了第一個棄嬰保護艙，是該地區首長賈雅拉麗莎（J. Jayalalithaa）的政策，希望能藉此防止印度的殺害女嬰事件。被棄置的小孩稱為 Thottil Kuzhanthai（搖籃嬰兒），由政府撫養長大並提供免費教育。
- 義大利 - 約有8個棄嬰保護艙，由「生命行動」（Movement for Life）組織設置。在2006年12月首次設置於羅馬，並在2007年2月收到第一名棄嬰。此外，在梵蒂岡也設有一個棄嬰保護艙，該地正是「棄嬰輪盤」的起源地。
- 日本－2007年5月10日將在熊本縣熊本市的慈惠醫院正式啟用國內第一個棄嬰保護艙，稱為「こうのとりのゆりかご」。在日本引起贊成和反對兩極化的意見爭論，首相安倍晉三對此表達嚴重反對的立場[3]。
- 荷蘭 - 原在2003年計劃於阿姆斯特丹設置稱為 babyluik 的棄嬰保護艙，但在強烈的反對聲浪下被迫中止。健康部門秘書長 Clémence Ross 表示棄嬰保護艙可能違法。
- 巴基斯坦 - Edhi 基金會在全國有約250個據點，提供稱為「jhoola」的接受棄嬰服務。jhoola 是一種白鐵製的懸掛式搖籃，並有床墊鋪設在其中。家長可以匿名的將棄嬰放置在基金會機構的外面，有一個搖鈴可用作通知，工作人員每個小時也會前來檢查搖籃一次。
- 菲律賓 -  馬尼拉的聖喬斯醫院（Hospicio de San Jose）設有一個「迴轉搖籃」（turning cradle），上面寫著「這裡接受被拋棄的嬰兒」[4]
- 南非共和國 - 非營利組織「希望之門」（Door Of Hope）在2000年8月在約翰尼斯堡的一處教堂設置了「牆上之洞」（hole in the wall）。截至2004年6月，共收到約30名棄嬰。
- 瑞士－2001年5月9日在艾因西德倫（Einsiedeln）的一所醫院設置了棄嬰保護艙。
- 美國 - 在國內並沒有設置任何類似裝置，但德州在1999年9月1日開始實行《安全天堂》（safe haven law）法案，之後有47州跟進。該法案允許家長合法且匿名的放棄自己的新生兒（在出生後72小時之內），並送至被稱為「安全天堂」的場所，例如醫院或消防局。這項法案在不同的州份有不同的名稱，例如在加州被稱為《嬰兒安全環境法》[5]。